# Чанчулли, Леонарда
Леонарда Чианчулли (итал. Leonarda Cianciulli; 18 апреля 1894 — 15 октября 1970) — итальянская серийная убийца и каннибал, признанная виновной в убийстве в 1939—1940 годах 3 человек и осуждённая за это к 33 годам лишения свободы. Умерла в тюрьме.

## Биография
Леонарда Чианчулли родилась 18 апреля 1894 года в городе Монтелла (провинция Авеллино, Королевство Италия). В подростковые годы дважды пыталась покончить с собой, а также отличалась асоциальным поведением, её дважды арестовывали полицейские первый раз в 1912 году за кражу, второй раз в 1919 году за драку с другой женщиной, в ходе которой Чанчулли легко поранила соперницу кинжалом. В 1917 году, несмотря на неодобрение родителей, вышла замуж за государственного служащего Рафаэлля Пансарди. В 1926 году пара переехала в родной город Пансарди — Лаурию.
Там Леонарда зарекомендовала себя среди соседей как сварливая и импульсивная женщина, отличавшаяся склонностью к личной наживе, в результате чего в 1927 году Чианчулли была осуждена за мошенничество к 11 месяцам тюремного заключения и штрафу в 350 лир. После освобождения пара переехала в местечко Лачедония, где Рафаэлль получил назначение на должность клерка в местный ЗАГС. Тем не менее в 1930 году их дом был практически полностью разрушен в результате землетрясения в Ирпинии и семья на тот момент уже с малолетними детьми, получив материальную компенсацию от государства, переехала в город Корреджо (провинция Реджо-нель-Эмилия), где Рафаэлль продолжил работать на мелкой должности с месячной зарплатой в 850 лир, которой едва хватало, чтобы свести концы с концами, в результате чего он вскоре начал все чаще «прикладываться к бутылке».
В свою очередь, Леонарда на деньги, полученные от государства в качестве компенсации, открыла небольшой частный магазин по продаже одежды и мебели, который вскоре начинал приносить стабильный доход, кроме того, Чианчулли также начала оказывать местным жителям услуги астролога и гадалки, и приобрела в их среде большое уважение. В браке Чианчулли беременела 17 раз, но лишь четверо детей дожили до совершеннолетия. В результате чего, имея психологическую травму, Чианчулли гиперопекала своих выживших детей.

### Предпосылки к серии убийств
К 1939 году Рафаэлль Пансарди, окончательно спившись, потерял работу, а вскоре оставил семью. В то же самое время, по собственному признанию, Чианчулли встретила «провидца», который предсказал ей, что всё её дети «умрут молодыми», а сама она «закончит жизнь в тюрьме». К тому моменту у Чианчулли было четверо детей, младшая дочь посещала начальную школу, младший сын старшую школу, средний и старший сыновья учились в университете.
Вскоре после начала Второй мировой войны, узнав о том, что её старшего сына Джузеппе студента Миланского университета собираются призвать в армию, пришла к выводу, что только человеческие жертвоприношения магическим силам помогут избежать этого.

### Серия убийств
Первой жертвой Леонарды Чианчулли стала 70-летняя малограмотная старая дева Фаустина Сетти, которая обратилась к убийце с просьбой о помощи в нахождении мужа. Чианчулли, заявив своей первой жертве, что у неё есть подходящий кандидат, проживающий в якобы местечке Пула (остров Сардиния), взяла у женщины плату в 30 000 лир и наказала никому не рассказывать о «предстоящем замужестве», якобы чтобы не навлечь зависть и сглаз. Кроме того, она попросила Сетти написать несколько писем своим родственникам о том, что она уехала, чтобы выйти замуж и что у неё все хорошо, что и было выполнено. В день предполагаемого отъезда на Сардинию 17 декабря 1939 года Чианчулли опоила вином с подмешанным в него снотворным зашедшую к ней за последними инструкциями Сетти, после чего зарубила спящую женщину топором. Затем, расчленив тело, избавилась от части останков, а из крови сделала шоколадные кексы, которые по собственному признанию ела сама и угощала ими своих детей и приходивших гостей.
Второй жертвой Чианчулли стала 62-летняя безработная учительница Франческа Соави, которая обратилась к убийце с просьбой о нахождении работы по специальности. Чианчулли заявила своей второй жертве о том, что нашла для неё вакантное место в школе-интернате для девочек в городе Пьяченца, взяв с Соави 3000 лир, также наказала никому не рассказывать о предстоящем переезде и заготовить для родственников и знакомых письма о том, что она уехала в другой город работать и у неё все хорошо, которые отправить лишь после переезда, что и было выполнено. Наконец, как в случае с первой жертвой, 5 сентября 1940 года Чианчулли опоила вином со снотворным зашедшую к ней за последними инструкциями Соави, а затем зарубила женщину топором. Тело, как и в первом случае, расчленила, от части останков избавилась, а из второй сварила мыло, которое раздавала соседям и знакомым.
Через несколько недель после этого Джузеппе — старший сын Леонарды — по её наказу съездил в Пьяченца, откуда направил письма, написанные убитой её родственникам.
Последней жертвой Чианчулли стала 59-летняя Вирджиния Качиоппо, бывшая оперная певица, которой Чанчулли предложила престижное место работы в качестве секретаря влиятельного человека во Флоренции. Так же, как и в случаях с предыдущими жертвами, Чианчулли наказала Качиоппо ничего не говорить знакомым и родным о предстоящей работе и заготовить для них письма, которые должны быть отправлены женщиной непосредственно после приезда во Флоренцию. Тем не менее, последняя жертва серийной убийцы не сдержала обещание, проговорившись о переезде своей сестре, что и стало в конечном итоге роковым обстоятельством. В предполагаемый день отъезда во Флоренцию, 30 ноября 1940 года, Качиоппо, как и предыдущие жертвы, зашла к Чианчулли за последними инструкциями, та опоив её вином с подмешанным снотворным, зарубила уснувшую женщину топором, после чего расчленила тело и из части останков изготовила мыло.

### Арест, суд и смерть
С конца 1940 года по городу стали распространяться слухи о таинственном и бесследном исчезновении трех женщин, в том числе последней жертвы Вирджинии Качиоппо. Объединяло всех женщин лишь знакомство с Леонардой Чианчулли. В январе 1941 года мэр города обеспокоился слухами, после заявления сестры Вирджинии Качиоппо о её пропаже после предполагаемого переезда, и поручил начальнику местной полиции по фамилии Серанно начать расследование. Подозрения немедленно пали на Леонарду Чианчулли, однако она отрицала все обвинения, наконец 3 марта 1941 года серийная убийца была задержана по подозрению в причастности к исчезновению в прошлом известной певицы Вирджинии Качиоппо. Вскоре также был арестован и старший сын Чианчулли — Джузеппе Пансарди, и лишь после этого женщина начала давать признательные показания.
По словам очевидцев, Чианчулли на допросах была абсолютна спокойна, рассказывала об убийствах без раскаяния, и лишь всячески пыталась добиться освобождения сына. Всего Чианчулли призналась в 3 убийствах, ограблении жертв, расчленении тел и употреблении их в пищу. Следствие продолжалось более 5 лет. Судебный процесс проходил с 12 июня по 20 июля 1946 года. В конечном итоге Леонарда Чианчулли была признана виновной в убийстве трех человек, осквернении останков и грабеже жертв и приговорена к 33 годам лишения свободы, из которых первые 3 года она должна была провести в психиатрической лечебнице, так как психиатры заявили об имевшихся у женщины психических отклонениях, тем не менее она была признана в достаточной степени вменяемой для несения уголовной ответственности. Кроме того, Чианчулли должна была выплатить родственникам жертв 15 000 лир. Следствие пришло к выводу, что основным мотивом преступлений Чианчулли была корысть, а все дальнейшие действия совершались лишь с целью сокрытия следов преступления.
Кроме того, по делу Леонарды Чианчулли обвиняемыми проходили также её старший сын — Джузеппе Пансарди и священник местной церкви Адельмо Фраттини, через которого женщина с помощью знакомых переправляла письма от лица убитых их родственникам. Тем не менее Фраттини был оправдан, так как суд установил, что священник не знал о судьбе женщин. Пансарди же был признан виновным в соучастии в сокрытии следов преступлений и приговорен к 5 годам лишения свободы.
Леонарда Чианчулли умерла в женской тюрьме города Поццуоли от кровоизлияния в мозг 15 октября 1970 года в возрасте 76 лет, пробыв в заключении более 29 лет.
Часть орудий, используемых Чианчулли для совершения преступлений, в том числе котел, в котором она варила мыло из останков своих жертв, являются экспонатами музея криминалистики в Риме.